# 米诺斯

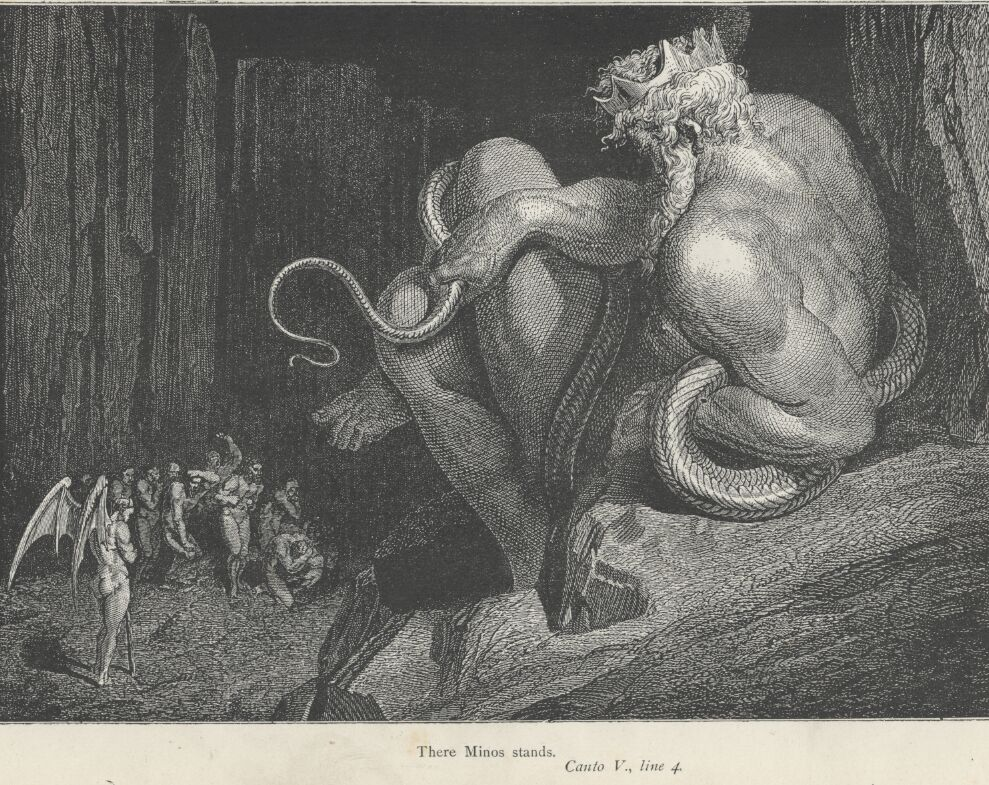
《神曲》中的米诺斯

在希腊神话中，米诺斯（羅馬化：Minos）是克里特之王，宙斯和欧罗巴的儿子，拉达曼迪斯和萨尔珀冬的同胞兄弟。古希腊的米诺斯文明就是以他的名字命名。他是冥界三判官之一（另两人是拉达曼迪斯和艾亚哥斯）。但是，关于艾亚哥斯、米诺斯是冥界判官的说法出现得相当晚，荷马史诗中只提到过一个判官拉达曼迪斯。

## 关于米诺斯的传说

### 米诺斯和米利都
据说米诺斯、拉达曼迪斯和萨尔珀冬三兄弟同时爱上了一位名叫米利都的美麗男孩，并为此争吵了起来。后来米利都选择了萨尔珀冬。米诺斯怀恨在心，一个人独占了整个克里特岛。萨尔珀冬和情人米利都逃到了吕西亚。米勒都斯在吕西亚建立了一座以他的名字命名的城市，即米利都。

### 米诺斯和波塞冬
米诺斯为了取得王位，乞求海神波塞冬给他一头公牛活祭作为繼承王位的证明。波塞冬给了他一头公牛。但这头牛长得太好看了，米诺斯舍不得杀了它献祭给波塞冬，于是用了别的牛代替。波塞冬恼羞成怒，对米诺斯的妻子帕西菲（Pasiphaë）施了咒语，使帕西菲患上了动物恋，并且和那头公牛结合生下了一个牛头人身的怪物米诺陶洛斯。米诺斯下令让代达罗斯建造了一座迷宫，把米诺陶洛斯关在里面，让雅典人每(或为9)年献7对童男童女来供它食用。雅典王子忒修斯于是跟随第三次献祭的童男童女一起来到克里特岛，准备杀死公牛。临行前与老国王埃勾斯约定：倘若平安回国，船则升起白帆，否则挂黑帆代表噩耗。忒修斯到达米诺斯王宫，遇到公主阿里阿德涅，两人一见钟情，便赠送一柄魔剑和一团线，以杀死怪物并走出迷宫。忒修斯进入迷宫时沿路放线以作标记，经过殊死搏斗最后忒修斯杀死了牛头怪并循原路离开迷宫。
杀死了牛怪的忒修斯兴奋不已，很快启程回国，期间酒神戴奥尼索斯迫使忒修斯遗弃公主阿里阿德涅，思念情人的忒修斯忘记将船上黑帆换成白帆，结果使得老国王误以为他已遇难，悲痛之中而投海。

### 米诺斯之死

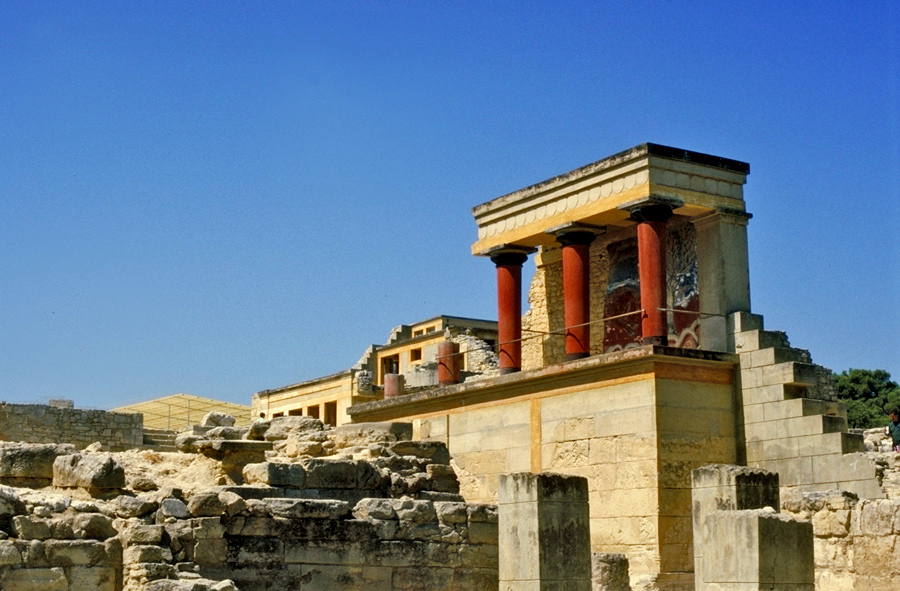
克里特島上的米諾斯王宫

为了掩盖迷宫的秘密，米诺斯把代达罗斯和他的儿子伊卡洛斯关了起来。代达罗斯用自己发明的飛翔翼与儿子飞离克里特岛。但是其兒子飛得太靠近太陽，以至於翅膀融化，伊卡洛斯就墜入海中。 
代达罗斯逃走以后，米诺斯追踪代达罗斯来到西西里岛。米诺斯想到一計狡猾的方法可以引出代達羅斯，他在西西里島各處昭告：若可以將一條細絲穿過一個螺旋貝殼即可享有重大的獎賞，由於代達羅斯是個聰明的建築師，他知道全西西里島只有他解得出來。果然，代達羅斯告訴西西里島王他會解，他在一隻螞蟻身上綁上了細絲，將錯綜複雜的螺旋貝殼底處打一個小洞，將綁線的螞蟻放進去後把那個洞堵起來，這樣螞蟻就只能從原本唯一的洞口出來了，而線也穿過了錯綜複雜的螺旋。代達羅斯解出來後米諾斯去見西西里島國王，要求國王將代達羅斯交出來。西西里島國王拒絕向他妥協，米諾斯憤怒要求決鬥，若贏的話便要帶走代達羅斯，但米諾斯在決鬥中被殺了。

## 文學作品
在著名長詩《神曲》中，米諾斯在去世後因生前為人處事公正而被任命為地獄中的亡者判官之一。

## 流行文化
在受《神曲》所啟發的冒險題材遊戲《但丁的地獄之旅》中，米諾斯是身處於地獄邊緣（英文: Limbo）的唯一一個亡者判官，祂是主角必須擊敗的反派角色之一。